# Барический градиент
Бари́ческий градие́нт — в гидродинамике — вектор, характеризующий степень изменения давления сплошной среды в пространстве.
По числовой величине барический градиент равен отношению изменения давления на единицу расстояния в том направлении, в котором давление убывает наиболее быстро, то есть вектор направлен по нормали к изобарной поверхности в сторону уменьшения давления.
Вектор барического градиента равен по модулю и направлен противоположно вектору градиента давления:
{\displaystyle \mathbf {G_{b}} =-\nabla P=-\mathbf {grad} \ P=-{\frac {\partial P}{\partial n}}\mathbf {n} ~,}
где {\displaystyle \mathbf {n} } — единичный вектор направленный по нормали к изобарной поверхности.
В СИ размерность барического градиента — паскаль на метр (Па/м) и совпадает с размерностью объёмной плотности силы (Н/м3).

## Барический градиент в метеорологии
В метеорологии различают вертикальный и горизонтальный барические градиенты. Вертикальный барический градиент — это вертикальная компонента вектора барического градиента. В метеорологии обычно пользуются горизонтальным барическим градиентом, который часто называют просто градиентом, то есть составляющей вектора барического градиента, лежащего в горизонтальной плоскости. В горизонтальной плоскости вектор горизонтального градиента нормален к линиям изобар и направлен в сторону уменьшения давления.
Горизонтальный барический градиент вычисляют по атмосферному давлению приведённому к некоторому оговорённому уровню, обычно к уровню моря. В метеорологии эту величину обычно выражают в барах на 100 км.
Модуль вертикального барического градиента много больше модуля горизонтального барического градиента, так как атмосферное давление довольно быстро падает с увеличением высоты. Иногда в метеорологии и в барометрическом нивелировании применяется другая величина для характеристики падения атмосферного давления с высотой — величина обратная вертикальному барическому градиенту и называемая барическая ступень, имеет размерность м/Па, показывающая на сколько метров нужно изменить высоту, чтобы давление изменилось на 1 Па.
Обычно горизонтальный барический градиент невелик и составляет 1—3 мбар на 100 км, но в тропических циклонах и ураганах иногда достигает десятков миллибар на 100 км.
В литературе можно встретить теперь нерекомендованные к использованию, разговорные термины «барометрический градиент» и «барометрическая ступень».
Ненулевой горизонтальный барический градиент является одной из причин, которые приводят к возникновению ветра и циркуляции атмосферы.